# Katsuyori Shibata
Katsuyori Shibata (jap. 柴田勝頼 Katsuyori Shibata; ur. 17 listopada 1979 w Kuwanie) – japoński wrestler, kickbokser i zawodnik MMA, znany z występów w New Japan Pro Wrestling.

## Osiągnięcia
- New Japan Pro Wrestling
  - IWGP Tag Team Championship (1 raz) – z Hirooki Goto[2]
  - NEVER Openweight Championship (1 raz)[3]
  - World Tag League (2014) – z Hirooki Goto[4]
  - Fighting Spirit Award (2004)
  - Tag Team Best Bout (2004) z Masahiro Chono vs. Hiroyoshi Tenzan i Shinsuke Nakamura z 24 października[5]
- Pro Wrestling Illustrated
  - 123 miejsce w PWI 500 z 2015 roku[6]
- Wrestling Observer Newsletter
  - 5 Star Match (2013) vs. Tomohiro Ishii z 4 kwietnia
  - 5 Star Match (2014) vs. Hiroshi Tanahashi z 24 września
  - Best Brawler (2013)